# Population (astronomi)
Med population inom astronomi avses en grupp av stjärnor utvalda efter vissa kriterier. Vanliga parametrar vid ett sådant urval är kemisk sammansättning, massa på den så kallade huvudserien och ålder. Den vanligaste definitionen är att en population består av stjärnor med ett spann av massor, vilka bildades vid ungefär samma tidpunkt. Många stjärnhopar är exempel på detta och det är huvudsakligen massan som skiljer dem åt. Ett Hertzsprung-Russell-diagram med färg-magnitud är ett lämpligt verktyg för att karakterisera sådana populationer.
Historiskt upptäcktes skillnaden mellan stjärnor i en spiralgalax' skiva och de i mittdelen, av den tyske astronomen Walter Baade i Andromedagalaxen. Han själv definierade två klasser av stjärnor: Population I och Population II. Anmärkningsvärt vid denna klassificering var att Baade fastställde den, innan processerna för stjärnornas utveckling hade teoretiskt beskrivits, så deras klassificering var rent empirisk.
Senare forskning har visat att Population I innehåller stjärnor med hög metallicitet (hög halt grundämnen tyngre än helium), vilket innebär stjärnor delvis baserade på material från tidigare exploderade stjärnor. Population II avser stjärnor med låg metallicitet, och som vanligen är äldre stjärnor.

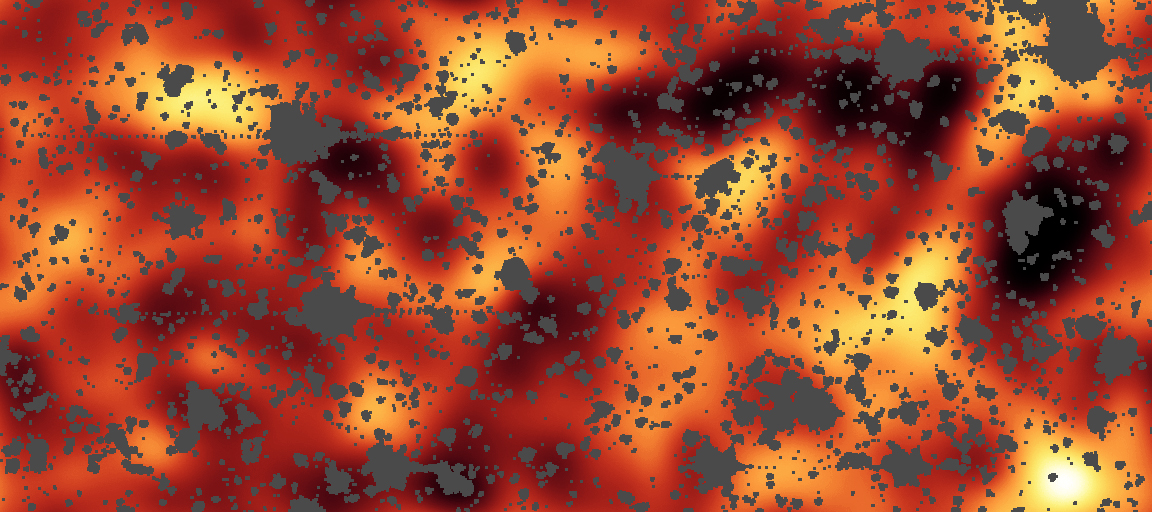
Möjlig glöd från Population III stjärnor avbildade med NASA's Spitzer Space Telescope.
Credit: NASA / JPL-Caltech / A. Kashlinsky (GSFC)

## Population III
Det finns teoretiska modeller om en Population III med mycket tunga stjärnor helt utan metallicitet, som består uteslutande av gas från en förment Big Bang, kortlivade stjärnor som fanns en tid efter denna, men inte nu längre. De har heller ännu inte kunnat observeras direkt.